# 波茨坦有轨电车
波茨坦有轨电车（德語：Straßenbahn Potsdam）是德国勃兰登堡州首府波茨坦的一个有轨电车系统，是波茨坦短途交通最重要的组成部分。其历史可以追溯到1880年的有轨马车和1907年起由电缆供电的有轨电车。波茨坦有轨电车的运营集团为波茨坦交通公司，该公司1994年起成为波茨坦市政公司的子公司。

## 线路概况

波茨坦有轨电车线路图（截至2017年）

波茨坦有轨电车系统的线路总长30千米，轨距为标准轨，几乎全线都是复线铁路，仅在瑙恩门处有一段单线路段，以套轨方式穿过城门。
波茨坦有轨电车的枢纽位于统一广场，所有电车线路均从此经过。电车全年无休，到站时间多数间隔20分钟。96号线在白天到站间隔10分钟，92号线在繁忙时段也是间隔10分钟到站。98和99号线是补充线路，仅在特定时间运行。99号线在工作日的白天开往统一广场，工作日晚上开往波茨坦火车总站，周末停运。93号线运营到晚上九点。
波茨坦有轨电车使用单车头车辆，大部分线路的终点站均设有灯泡线供电车掉头，仅在格利尼克桥附近通过三角线，在火车总站和夏洛滕霍夫宫附近通过环绕街区实现掉头。